# Anthidium severini
Anthidium severini is een vliesvleugelig insect uit de familie Megachilidae. De wetenschappelijke naam van de soort is voor het eerst geldig gepubliceerd in 1903 door Vachal.
De diersoort komt voor in Zimbabwe.